# Knihovna Kroměřížska
Knihovna Kroměřížska, příspěvková organizace je kulturní instituce v Kroměříži. V knihovně se nachází asi 120 tis. knih ve volném výběru, dále kolem 100 titulů periodik a cca 6000 hudebních nosičů. Knihovna dlouhodobě shromažďuje fond literatury, vztahující se k regionu Kroměřížska, který je poskytován k prezenčnímu studiu v informačním oddělení.

## Služby
Knihovna je také jedním z kulturních center města Kroměříže, pořádá celou řadu kulturních a vzdělávacích přednášek, akcí a výstav nejen pro své uživatele, ale i pro širokou veřejnost. Vzdělávání probíhá v cyklech Akademie 3. věku a Univerzity 3. věku, i formou samostatných přednášek a besed. V suterénních prostorách knihovny se nachází počítačová učebna.

## Historie

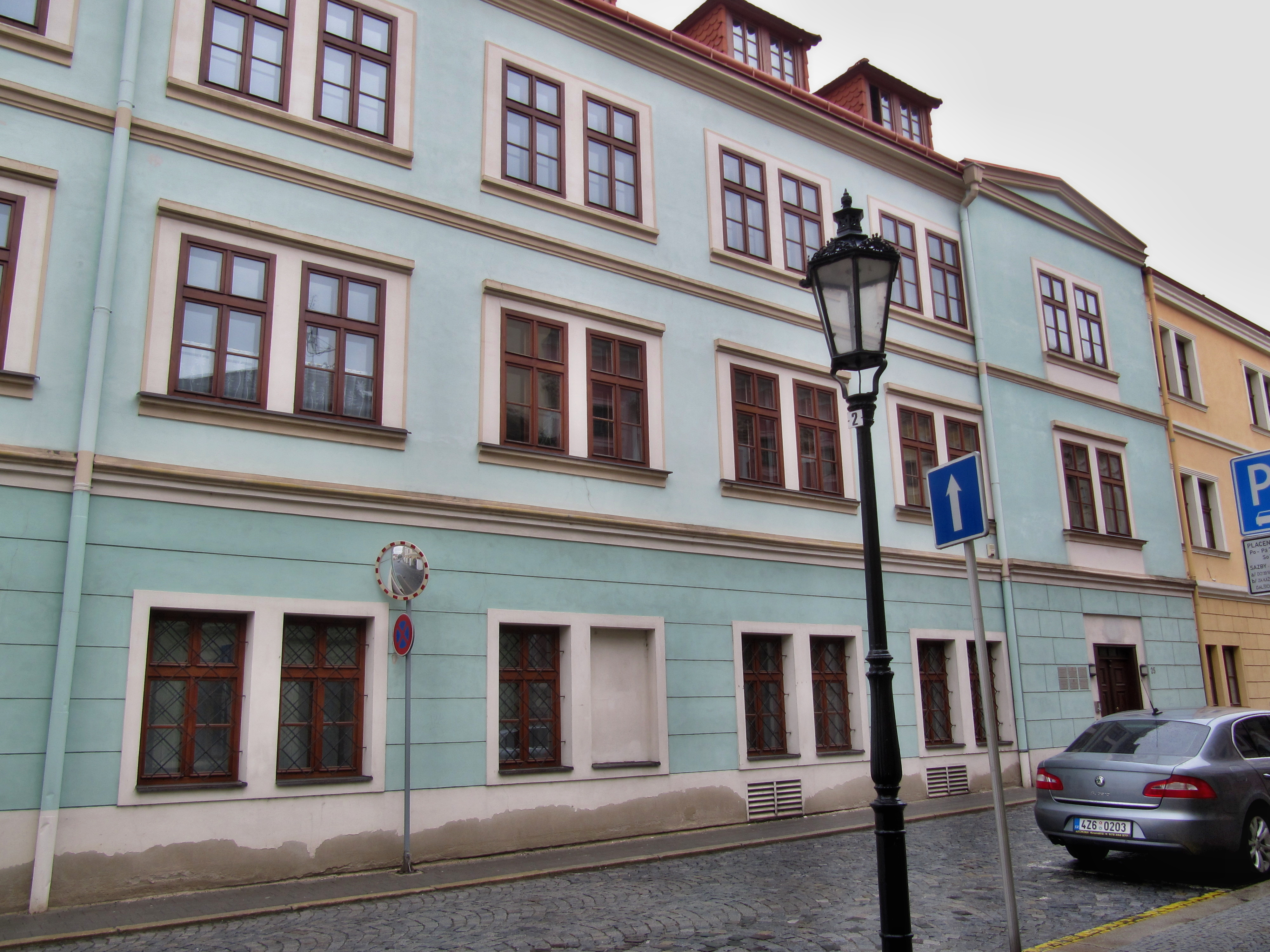
První sídlo knihovny

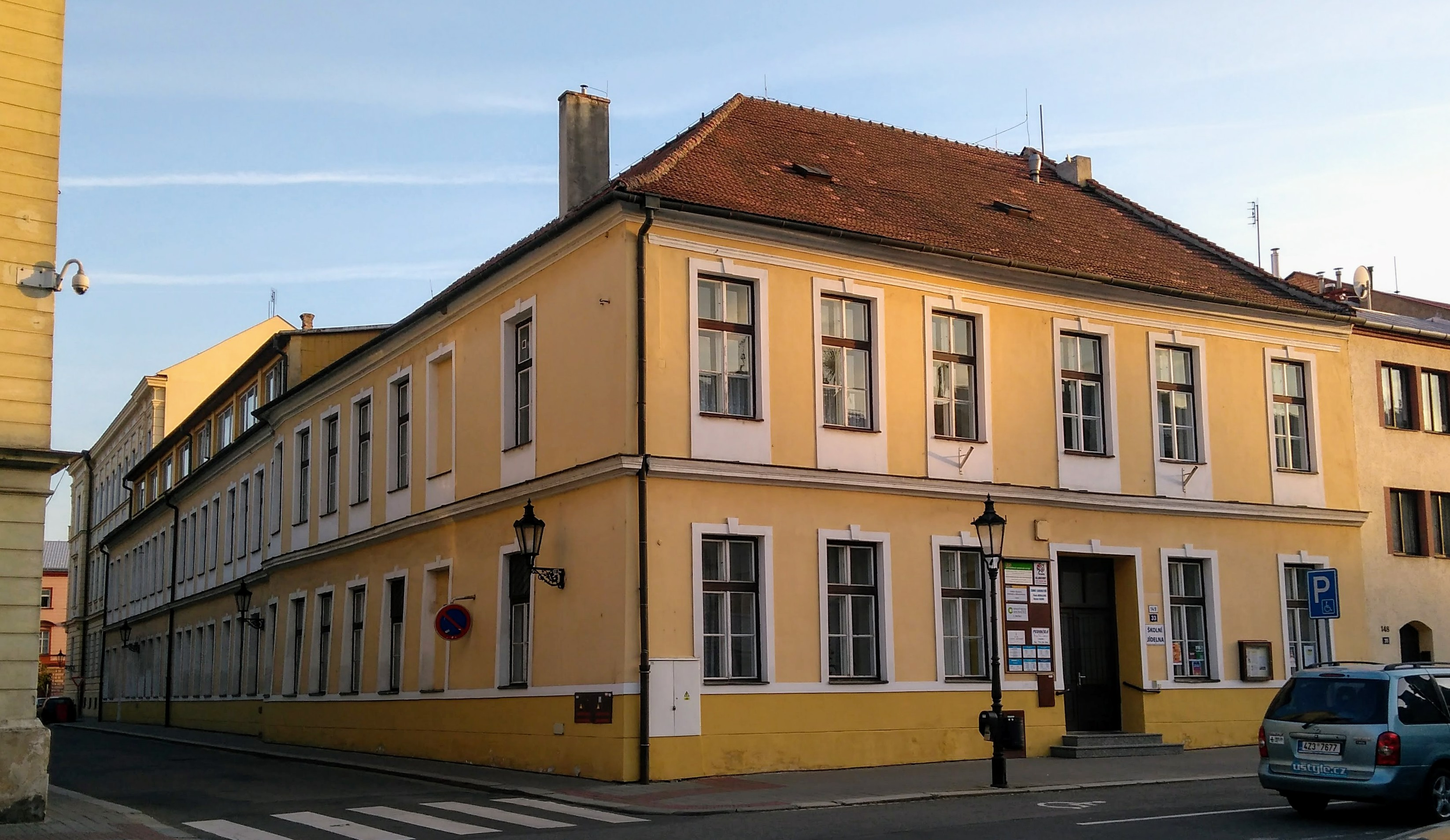
Sídlo knihovny v letech 1921–1945

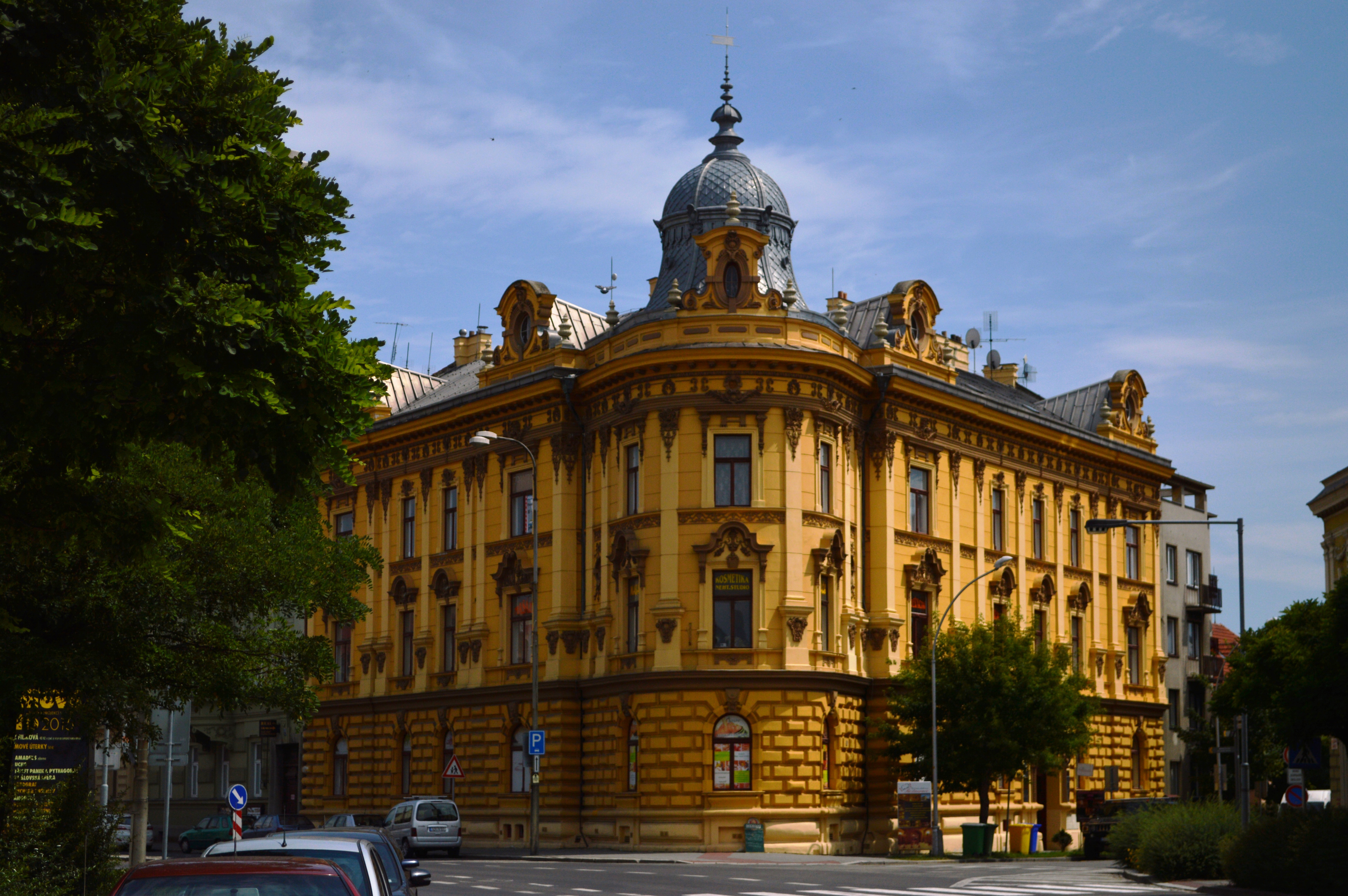
Sídlo knihovny v letech 1945–1997

Rozsáhlá arcibiskupská zámecká knihovna široké veřejnosti nesloužila, proto již v prosinci 1896 vznikla zásluhou advokáta Josefa Dorazila ve městě Muzejní a knihovní jednota.
První knihovní místnost s čítárnou byla otevřena 17. února 1897 a již po roce od otevření měla k dispozici 936 knih.
Sídlila v bývalé kanceláři advokáta Vilibalda Mildschuha v Jánské ulici č. 26 (nyní č.p. 25 na rohu Velkého náměstí) v měšťanském domě Řemenářovském zapsaném jako Kulturní památka České republiky pod číslem 41817/7-6009. Od roku 1921 byla knihovna umístěna v Trtinovském domě na rohu Riegrova náměstí a Šafaříkovy ulice, kde zůstala až do 2. světové války. V letech 1945-1997 sídlila knihovna v činžovním domě v Kollárově ulici č.p. 528/1 zapsaném jako Kulturní památka České republiky pod číslem 47890/7-7168. Po roce 1989 dům podléhal restituci a proto bylo rozhodnuto o úpravě budovy bývalého kina na Slovanském náměstí u pravoslavného chrámu svatého Cyrila a Metoděje pro potřeby knihovny a celá instituce sem byla přestěhována v roce 1997 a sídlí zde až do současné doby. Budova je stále upravována, postupně byl vybudován bezbariérový vstup, letní čítárna, sklad s posuvnými regály, prostory byly rozšířeny o část, kterou dříve využívala pobočka České pošty. Koncem 90. let knihovna postupně nahradila půjčování knih tzv. sáčkovou metodou elektronickým systémem, nejdříve programem Lanius, poté Clavius a v roce 2017 Tritius, který umožní samoobslužné odbavení čtenářů.
Dne 1. května 2020 byla spuštěna elektronická Encyklopedie Kroměříže, která obsahuje řadu informací o památkově chráněných objektech, sochách, pamětních deskách a osobnostech spojených s historií města. Jedná se převážně o osobnosti, které již zemřely. Ze žijících jsou doplněni pouze starostové a čestní občané města. Mimo Knihovnu Kroměřížska na encyklopedii spolupracoval Státní okresní archiv Kroměříž, Muzeum Kroměřížska a Kroměřížské technické služby.

## Zajímavosti

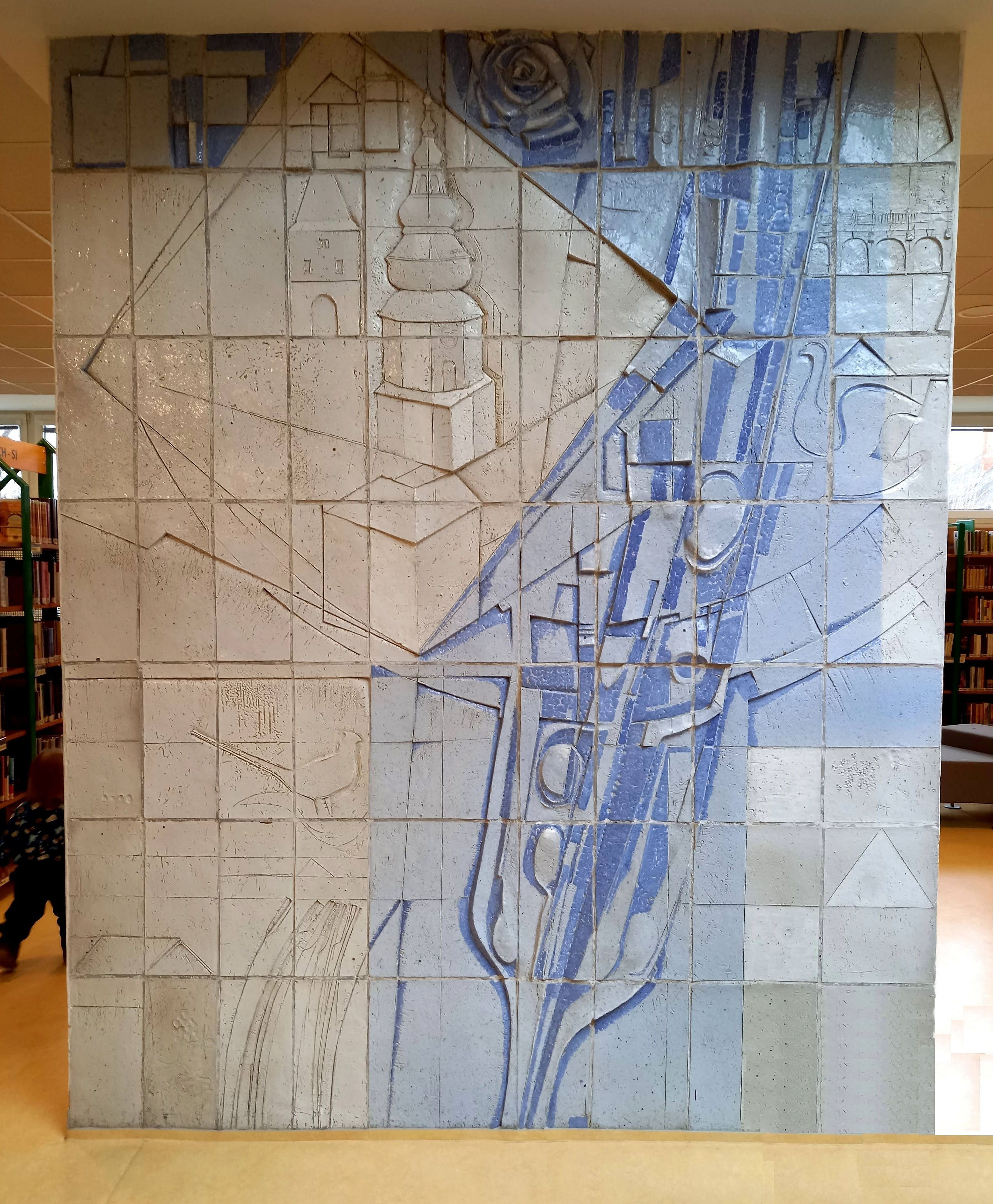
Reliéf "Kroměříž" od Jiřího Vlacha v klidové zóně ve středu knihovny

V knihovně je možné navštívit protiletecký kryt, nacházející se v suterénu budovy, nebo využít validačního místa mojeID a služeb střediska Europe Direct, které poskytuje informace o Evropské unii a jejích jednotlivých členských státech. Čtenáři si zde mohou půjčit brýle na čtení, nebo deštník. Součástí knihovny je Turistické informační centrum, umístěné v Prusinovského ulici vedle radnice v budově bývalého Měšťanského pivovaru evidované jako Kulturní památka České republiky pod číslem 32221/7-6009. Knihovna má ve městě dvě další pobočky a jedno výpůjční místo. Prostřednictvím oddělení Regionálních funkcí poskytuje materiální a metodickou podporu obecním knihovnám v kroměřížském regionu.
V pondělí 19. února 2007 vytvořila knihovna v rámci oslav 110. výročí založení český rekord za největší počet lidí s knihou v ruce shromážděných na jednom místě. Jak zaznamenala Agentura Dobrý den shromáždilo se na Velkém náměstí s knihou tři sta osmdesát jedna občanů města.

## Práce se zdravotně hendikepovanými
Knihovna je vybavena bezbariérovým vchodem, zrakově postiženým poskytuje možnost zapůjčit si zvukové nahrávky knih, využití elektronické čtecí lupy, nebo připojení k internetu se systémem FriendlyVox, transformujícím obrazový vjem na zvukový popis, sluchově postižení mohou využít indukční smyčky, která je k dispozici při přednáškách v konferenčním sále. Oddělení pro děti a mládež dlouhodobě spolupracuje se zařízeními pro tělesně a mentálně hendikepované.

## Ocenění
Knihovna je nositelem státní ceny Knihovna roku 2005 v kategorii informační počin, udělené MK ČR. Jako dosud jediné knihovně se jí toto ocenění podařilo získat opakovaně i v roce 2016, tentokrát za inovativní použití metod biblioterapie. Od roku 2005 je nositelkou nejvyššího městského ocenění Zlatý tolar, uděleného zastupitelstvem města Kroměříže.
Od roku 1991 stojí v čele knihovny PhDr. Šárka Kašpárková, které v roce 2019 udělily Sdružení knihoven ČR a Nadace knihoven medaili Zdeňka Václava Tobolky za významný přínos v rozvoji českého knihovnictví.